# 인도-파키스탄 국경

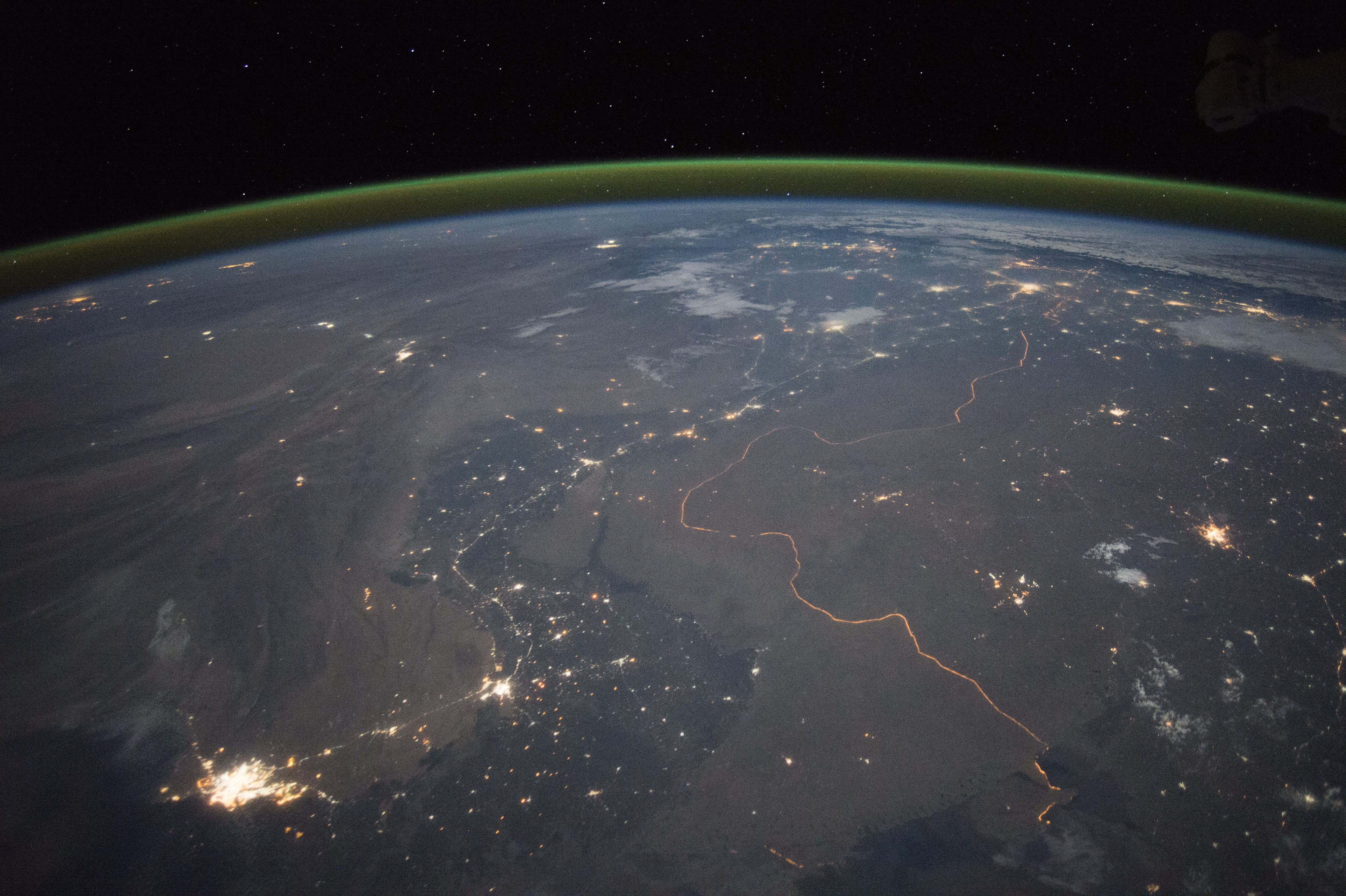
아라비아해에서 히말라야산맥 산기슭까지 국경의 범위를 보여주는 우주 공간에서의 야간 파노라마

인도-파키스탄 국경은 인도와 파키스탄을 구분하는 국제 경계이다. 북쪽 끝에는 인도가 관리하는 카슈미르와 파키스탄이 관리하는 카슈미르를 구분하는 통제선이 있고, 남쪽 끝에는 인도 구자라트주와 파키스탄 신드주 사이의 란오브쿠치에 있는 조석 하구인 시르크릭이 있다.
1947년 인도의 분할로 인해 발생한 이 국경은 구자라트주와 라자스탄주의 신드주 경계와 펀자브주 분할 사이의 래드클리프 라인을 포함한다. 이 국경은 주요 도시 지역부터 열악한 사막까지 인도 아대륙] 북서부 지역의 다양한 지형을 가로지른다. 인도-파키스탄 전쟁이 시작된 직후부터 인도-파키스탄은 수많은 국경 간 군사적 대치와 전면전이 벌어진 곳이다. PBS가 발표한 수치에 따르면 국경의 총 길이는 3,323km이며, 2011년 《포린 폴리시》에 실린 기사에 따르면 세계에서 가장 위험한 국제 국경 중 하나로 꼽힌다. 밤에는 인도가 약 5만 개의 극지방에 설치한 15만 개의 투광등으로 인해 인도-파키스탄 국경이 우주 공간에서 뚜렷하게 보인다.

## 장벽
2024년 기준, 인도 정부는 파키스탄과의 총 3,323km에 달하는 국경 중 2,064km 구간에 철책을 완공하였다. 나머지 916km 구간은 밀림으로 뒤덮인 험준한 산악 지형, 하천 및 늪지대 등으로 인해 철책 설치가 불가능하여, 물리적 및 비물리적 장벽으로 대체되어 있다. 인도는 방글라데시 및 미얀마와의 국경에도 이와 유사한 철책을 설치하고 있다.
2025년 2월, 인도의 중앙공공사업부(CPWD)는 인도-파키스탄 국경 장벽을 따라 인도령 펀자브주 (354km)와 라자스탄주 (1,096km)을 연결하는 총 1,450km 길이의 국경도로 건설을 시작하였다. 이 도로는 국경 접근성을 강화하고, 마약 및 테러 대응 순찰을 신속하게 수행할 수 있도록 하며, 지하 터널 침투 방지 역할도 수행할 것으로 기대된다.